# Themeda tremula
Themeda tremula är en gräsart som först beskrevs av Christian Gottfried Daniel Nees von Esenbeck och Ernst Gottlieb von Steudel, och fick sitt nu gällande namn av Eduard Hackel. Themeda tremula ingår i släktet Themeda och familjen gräs. Inga underarter finns listade i Catalogue of Life.